# Bruce Goodin
Bruce Gerard Goodin (* 10. November 1969 in Huntly, Neuseeland) ist ein neuseeländischer Springreiter und fünffacher Olympiateilnehmer.

## Pferde (Auszug)
Ehemalige Turnierpferde
- Reservation
- Lenaro
- Braveheart (* 1992), brauner Wallach, Besitzer: Kyle Dewar + B. Goodin
- Yamato (* 1997), brauner Hengst, Vater: Corino

## Erfolge

### Championate und Weltcup
Olympische Spiele
- 1992, Barcelona: mit Reservation
- 2000, Sydney: mit Lenaro
- 2004, Athen: mit Braveheart
- 2008, Beijing: mit Yamato, 12. Platz mit der Mannschaft und ??. Platz im Einzel